# Sylvia La Torre
Sylvia La Torre y Reyes de Pérez de Tagle (Manila, 4 de junio de 1933 – 1 de diciembre de 2022) fue una cantante, actriz y estrella de radio filipina.

## Biografía
Su madre era la actriz Leonora Reyes y su padre era el director de cine, Olive la Torre. En 1938, cuando contaba unos cinco años de edad, Sylvia empezó a cantar y sus padres la inscribieron a varios concursos de canto. La Torre fue una actriz infantil, apareciendo por primera vez en la película de 1941 Ang Maestra. Aparecería en otras películas realizadas por Sampaguita Pictures. Tras el estallido de la Segunda Guerra Mundial y en plena invasión japonesa a las Filipinas, Sylvia empezó a actuar en varias obras de teatros.
La carrera de cantante de La Torre comenzó en 1938 a la edad de cinco años, cuando participó en un concurso de canto en Manila. También asistió al Conservatorio de Música de la Universidad de Santo Tomás con una beca y también se convirtió en una característica frecuente en la Gran Ópera de Manila.
Obtendría la reputación de ser la "Reina de Kundiman" por interpretar cientos de canciones como "Mutya ng Pasig", "Waray-Waray" y "Maalaala Mo Kaya".  
En 1960, La Torre apareció en el programa de radio Tuloy ang Ligaya de Manila Broadcasting Company (MBC) con Lita Gutiérrez y Oscar Obligación. El programa de radio se convirtió en un programa de televisión conocido como The Big Show que fue conducido por La Torre y Obligación. Debido al éxito de The Big Show, ABS-CBN les ofrecería a los dos presentar su programa de televisión del mediodía Oras ng Ligaya. Por esto, se ganó el título de "Primera Dama de la Televisión Filipina".
Continuaría actuando, incluso cuando emigró a los Estados Unidos. En 2017, trabajó con la Orquesta Sinfónica Filipino-Americana.
La filmografía de La Torre se extiende a lo largo de la década de 1990. Entre sus películas destacadas se encuentran Ulila ng Bataan y Buhay Pilipino en 1952 y Nukso Nang Nukso. También protagonizaría la película de Seiko Films de 1988 One Two Bato, Three Four Bapor.

## Vida personal
La Torre estaba casada con Celso Pérez de Tagle, dentista, con quien tuvo tres hijos. Su nieta, Anna Maria Perez de Tagle, también es actriz, conocida por aparecer en Hannah Montana y Camp Rock. La Torre también era una devota católica. Su familia emigró a los Estados Unidos en la década de 1980, donde continuó actuando.
La Torre murió mientras dormía el 1 de diciembre de 2022.

## Filmografía
| - 1941 - Ang Maestra - 1949 - Biro ng Tadhana - 1952 - Buhay Pilipino - 1952 - Ulila ng Bataan - 1952 - Gorio at Tekla - 1953 - Munting Koronel - 1953 - Ang Asawa Kong Americana - 1958 - My Little Kuwan - 1959 - Puro Utos, Puro Utos - 1959 - Nukso ng Nukso - 1960 - Yantok Mindoro | - 1961 - Oh Sendang - 1962 - Tang-taran-tang - 1963 - Sakay and Moy - 1974 - Oh Maggie Oh - 1978 - Chimoy at Chimay - 1987 - Jack & Jill as Doña Estrella "Star" Bartolome - 1988 - One Two Bato, Three Four Bapor - 1989 - M&M, the Incredible Twins - 1993 - Ligaw-ligawan Kasal-kasalan Bahay-bahayan - 1997 - Biyudo Si Daddy, Biyuda Si Mommy - 2001-2002 - Biglang Sibol, Bayang Impasibol |

## Discografía
| - Akala'y Totoo (Pangarap Lang Pala) - Ako Ay Iyo - 1959 - Ako'y Kampupot - 1954 - Ako'y Lumuluha - Ako'y Nagmamahal - 1961 - Alak (record) - 1965 - Alembong - 1958 - Alibambang - Aling Kutsero - 1956 - Anak ni Waray - 1959 - Ano Ba - 1959 - Ang Giliw Na Ibig Ko - 1960 - Ang Dalagang Nayon - Ang Hirap Kay' Inday - Ang Kasing-Kasing ko - Ang Langit Ko'y Ikaw - Ang Paglalaba - Ano Ba - Ano Kaya ang Kapalaran - 1955 - Arimunding-Munding - 1953 - Asahan Mo - Atik - Awat na Adyang - 1961 - Ay Anong Saklap - 1960 - Ay Kalisud - 1954 - "Babalik Ka Rin" - "Bahala Na" - 1956 - "Bahay-Kubo (Sylvia)" - 1966 - "Bakit Mo Ako Pinaluha" - "Banahaw" - "Basang Sisiw" - "Basta't Mahal Kita" - 1959 - "Batanguena" - 1954 - "Binatang Kapampangan" - "Bingwit ng Pag-ibig" - "Binibiro Lamang Kita" - "Biru-Biruan" - "Bituing Marikit" - 1952 - "Buhay sa Nayon" - "Bulaklak at Paru-Paro" - 1954 - "Carinosa" - "Chimoy at Chimay" - 1973 - "Dadaldal-Daldal" - "Dahil Sa Polka" - 1965 - "Dahil sa Iyo" - "Dahil sa Polka" - "Dalaga't Binata" - "Dankasi'y Tuwis Ka ng Tuwis" (1962) - "Di Magtataksil" - "Di Mahahadlangan" - Easy Ka Lang Padre - 1956 - Etcetera...Etcetera...Etcetera... - 1966 - Ewan Ko Ba - 1962 - Fiesta - 1960 - Galawgaw - 1955 - Ginintuang Ani - 1954 - Gintong Silahis - 1954 - Golpe de Gulat - 1967 - Granada (Sylvia) - 1968 | - Habang May Buhay - 1965 - Halikan Mo Ako Darling - 1959 - Halina't Magsaya - Handang Matodas - Hanee-Hanee - Hanggang Langit - Hanggang sa Mag-Umaga - Hijo de Familia - Hindi Basta-Basta - 1956 - Hindi Na Nagbalik - Hirap ng Umibig - Huwag Ka Sanang Pikon - 1962 - Ibong Sawi - 1953 - Ikaw - Ikaw Kasi - 1956 - Ikinalulungkot Ko - Ilang-Ilang - 1954 - Inday Palalayasin Kita - Irog Kay Sarap - Irog Ko - Irog ng Buhay - Irogm Nasaan ang Pag-ibig - Isang Aral - 1967 - Iyung-Iyo - Jukebox Rock - Kalesa - 1959 - Kasalanan Ba ang Umibig - Kasing Bango ng Pagsinta - 1954 - Katakataka - Katimbang ng Buhay - Katuwaan - Kikisay-Kisay - Kulasisi - 1954 - Kumare, Kumpadre 1952 (Sylvia La Torre & Alfred La Roza) - Kung Akoy Iibig - Kung Kita'y Kapiling - Kung Nagsasayaw - Laba-Laba-Laba - Lalake at Lamok - Larawan ng Pagsinta - Lawiswis Kawayan - 1954 - Lihim Kitang Iniibig - Luha - Luha sa Hatinggabi - Luha sa Kalipay - 1954 - Maalaala Mo Kaya - Mabuti Pa - Madaling Araw - Magkatuwaan - 1966 - Magsaya ka't Ngumiti - 1967 - Magsayawan - Magtiis ka Darling - Mahal na Mahal kita - Malaking Hirap - Maligayang Araw - Mamang Kartero - Manalig ka - Mang Teban | - Masaganang Kabukiran - 1954 - May Araw ka Rin - Mutya ng Pasig - 1952 - Nagnakaw ng Halik - 1959 - Nakakabum - 1969 - Naman, Naman, Naman - 1970 - Nangangarap - Nasaan - Nasaan Ang Aking Puso - 1968 - Nasaan ang Sumpa Mo - Nasaan Ka Irog - 1952 - No Money, No Honey - 1956 - No Touch, Filipino Kostum - O.A. - One, Two, Three - Paglingap - 1953 - Paglubog ng Araw - Pahiwatig - 1952 - Pakiusap - 1952 - Pakwan - 1959 - Pamaypay ng Maynila - 1954 - Pampahimbing - 1959 - Pandanggo sa Pag-ibig - Pandangguhan (Sylvia) - 1954 - Parti-Lain (Sylvia) - 1961 - Paru-Paro sa Bulaklak - Peks Man - Phone Pal (Sylvia) - 1958 - Please Lang - 1960 - Pintasan - 1964 - Pook na Kaakit-akit - Probinsyano (Sylvia) - 1959 - Puting Teksas - 1961 - Sa Bukid - Sa Duyan ng Pagmamahal - Sa Kabukiran - 1954 - Sa Libis ng Nayon - Sa Pagpatak ng Ulan - Salawahan - Sampaguita - Singsing - Sino Man ang Nagsabi - 1965 - Sosayting Dukha (song) - Taguan (Sylvia) - 1966 - Talusaling Polka - 1964 - Tampal - 1969 - Tampuhan - Taradyin Pot Pot - Tayo'y Mamasko - Tingnan Natin - Tinikling (Sylvia) - 1963 - Tirana Biya - Tugtugan - 1969 - Tsimoy at Tsimay with Bobby Gonzales - Tunay na Ligaya - Twit Twit Twit - 1963 - Walang Kuarta - Waray-Waray - 1954 |